# Arisa Trew
Arisa Trew, née le 12 mai 2010 à Cairns dans le Queensland, est une skateuse australienne spécialiste des épreuves de park et de vert.
En juin 2023, elle devient la première femme à réussir un 720 en compétition, une figure consistant en deux rotations complètes en l'air. Un mois plus tard, elle remporte les médailles d'or en park et en vert à l'occasion des 27e X Games organisés à Ventura en Californie.
L'année 2024 s'avère particulièrement faste, marquée par plusieurs exploits majeurs. Elle devient championne du monde de vert et triomphe à nouveau aux X Games avec trois nouvelles médailles d'or. En mai 2024, elle franchit une nouvelle étape en réalisant un 900 en half-pipe, un exploit inédit dans le skateboard féminin. Lors des Jeux olympiques d'été de Paris 2024, à seulement 14 ans, Arisa Trew remporte la médaille d’or en park, devenant ainsi la plus jeune championne olympique de cette édition des Jeux.

## Biographie

### Jeunesse
Arisa Trew est née le 12 mai 2010 à Cairns, dans le Queensland, en Australie. Sa mère, Aiko, est d'origine japonaise, tandis que son père, Simon, est gallois,. Alors qu'elle n'a que deux ans, ses parents s'installent à Gold Coast où elle grandit. C'est à sept ans qu'elle commence à pratiquer le skateboard, une activité qu'elle choisit comme alternative au surf, en raison des températures trop froides en hiver.

### Carrière
En mai 2023, Arisa Trew se classe 4e lors des X Games Asie au Japon dans l'épreuve de park.
Le 23 juin 2023, lors de l'événement Tony Hawk's Vert Alert organisé à Salt Lake City, elle devient la première skateuse à réussir un 720 en compétition, une figure consistant à réaliser deux rotations complètes en l'air. Cette figure a été rendue célèbre par le skateur professionnel Tony Hawk, qui l'a réalisée pour la première fois en 1985.

#### 2024: La consécration olympique et mondiale
Les épreuves de skateboard des Jeux olympiques de Paris 2024 se déroulent dans une structure temporaire construite pour les Jeux située sur la place de la Concorde à proximité de l'Obélisque de Louxor.
Lors de la finale, Arisa Trew commet une erreur lors de son premier passage et chute après avoir exécutée un 540 et une Madonna. Cependant, lors de son deuxième run, elle fait preuve d'une grande maîtrise en réalisant un nouveau 540, ce qui lui permet de se classer en troisième position avec un score de 90,11. Pour son troisième et dernier passage, l'Australienne a offert une prestation remarquable, exécutant un McTwist 540 et un body variable 540, avant de conclure par un noseblunt revert. Son score de 93,18 lui permet de prendre la tête du classement, devançant ses concurrentes. Elle termine ainsi devant la Japonaise Kokona Hiraki (92,63) et la Britannique Sky Brown (92,31), respectivement deuxième et troisième. À seulement 14 ans et 86 jours, Arisa Trew devient la plus jeune médaillée de l'édition 2024.
Un mois seulement après sa médaille d'or olympique, Arisa Trew a participé aux Championnats du monde à Rome. Sur la célèbre Piazza del Pincio, elle a remporté le titre mondial en vert, dominant la compétition avec une performance impressionnant et notamment un switch McTwistqui lui a permis de remporter le titre avec plus de 24 points d'avance sur la deuxième place.
Quelques jours plus tard, Arisa conclut son année 2024 par une nouvelle victoire lors des X Games Asie. À Chiba, au Japon, elle réalise un troisième run de haut niveau lors de l'épreuve du park, ce qui lui permet de décrocher une nouvelle médaille d'or, portant à cinq son total aux X Games. Elle devient ainsi la première athlète à remporter cinq médailles d'or aux X Games avant ses 15 ans.

## Palmarès
| Date | Compétition           | Lieu                | Résultat | Discipline       |
| ---- | --------------------- | ------------------- | -------- | ---------------- |
| 2023 | X Games Asie          | Chiba, Japon        | 4e       | Park             |
| 2023 | X Games               | Ventura,            | 1re      | Park             |
| 2023 | X Games               | Ventura,            | 1re      | Vert             |
| 2024 | X Games               | Ventura, États-Unis | 1re      | Park             |
| 2024 | X Games               | Ventura, États-Unis | 1re      | Vert             |
| 2024 | X Games               | Ventura, États-Unis | 8e       | Vert Best Tricks |
| 2024 | Jeux olympiques       | Paris, France       | 1re      | Park             |
| 2024 | Championnats du monde | Rome, Italie        | 1re      | Vert             |
| 2024 | X Games Asie          | Chiba, Japon        | 1re      | Park             |